# Berd'huis
Berd'huis (bɛʁ.d‿ɥiⓘ) es una población y comuna francesa, situada en la región de Normandía, departamento de Orne, en el distrito de Mortagne-au-Perche y cantón de Nocé.

## Demografía
| 517 | 512 | 564 | 836 | 1003 | 1099 |
| Para los censos de 1962 a 1999 la población legal corresponde a la población sin duplicidades (Fuente: INSEE [Consultar]) |     |     |     |      |      |

Es la comuna más poblada del cantón.